# Fieldingia lagettoides
Fieldingia lagettoides är en svampdjursart som beskrevs av Kent 1870. Fieldingia lagettoides ingår i släktet Fieldingia och familjen Fieldingiidae. Inga underarter finns listade i Catalogue of Life.